# UTC+11:30
UTC+11:30 war eine Zonenzeit, welche den Längenhalbkreis 172°30' Ost als Bezugsmeridian hat. Auf Uhren mit dieser Zonenzeit ist es elfeinhalb Stunden später als die koordinierte Weltzeit und zehneinhalb Stunden später als die mitteleuropäische Zeit.

## Geltungsbereich bis 2015
- Australien
  -  Norfolkinsel
 Am 4. Oktober 2015 wurden die Uhren auf der Norfolk-Insel um 14:00 Uhr auf 13:30 Uhr zurückgestellt, damit endete diese eigene Zeitzone. Die Norfolk Time (NFT) ist seither UTC+11.[1][2][3]

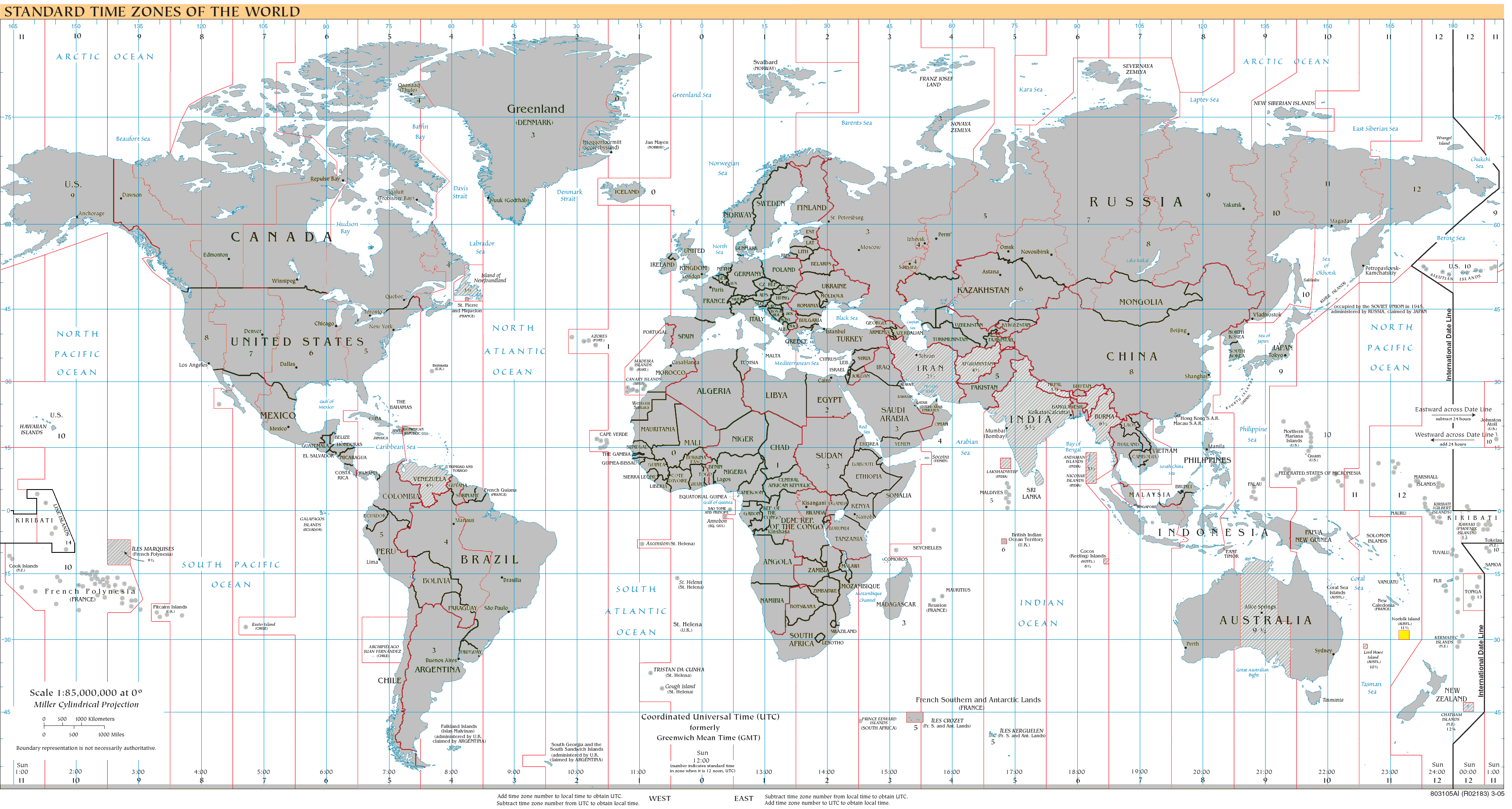
UTC+11:30:
Standardzeit ganzjährig